# 邁阿密-戴德縣警察局
邁阿密-戴德縣警察局（Miami-Dade Police Department，MDPD）的前身是大戴德警察局（Metro-Dade Police Department，1981-1997）、戴德县公共安全局（Dade County Public Safety Department，1957-1981）和戴德县警长办公室（Dade County Sheriff's Office，1836-1957），是美國佛羅里達州迈阿密-戴德县的一個县级警察局。迈阿密戴德县警察局大约有4700名员工，是美国东南部最大的警察局，也是美国第八大警察局。